# Tetrastichus nigricoxa
Tetrastichus nigricoxa är en stekelart som beskrevs av Masi 1917. Tetrastichus nigricoxa ingår i släktet Tetrastichus och familjen finglanssteklar.
Artens utbredningsområde är Seychellerna. Inga underarter finns listade i Catalogue of Life.